# Rocca d’Evandro
Rocca d’Evandro ist eine italienische Gemeinde (comune) mit 3007 Einwohnern (Stand 31. Dezember 2023) in der Provinz Caserta in Kampanien. Sie ist Bestandteil der Comunità Montana Monte Santa Croce. Die Gemeinde liegt etwa 50 Kilometer nordwestlich von Caserta. Rocca d’Evandro grenzt unmittelbar an die Provinzen Frosinone und Latina (Region Latium).

## Geschichte
In der römischen Antike befand sich hier ein Weinumschlagsplatz (Porto di Mola). 
Im Juli 961 in einem Zessionsdokument urkundlich erwähnt ist die hoch aufragende Burg der heutigen Gemeinde. 

## Verkehr
Der Bahnhof von Rocca d’Evandro liegt an der Bahnstrecke Rom–Cassino–Neapel. Durch die Gemeinde führt ferner die Strada Statale 430 della Valle del Garigliano von San Vittore del Lazio nach Cellole.